# Piet Maris
Piet Maris is een Belgische zanger, gitarist en accordeonist die lid is van een groot aantal bands. Hij is de broer van trompettist Bart Maris.
Maris groeide op in Meerbeke en studeerde Germaanse talen aan de Katholieke Universiteit Leuven. Hij bleef na zijn afstuderen nog enkele jaren in Leuven wonen, om vervolgens te verhuizen naar Brussel.
Piet Maris richtte onder meer de Brusselse folkgroep op Jaune Toujours, die zingt in het Frans en Nederlands en ook buiten de landsgrenzen aandacht krijgt. Mec Yek is een uitvloeisel uit Jaune Toujours, aangevuld met twee Rom-zangeressen, Arabanda brengt dan weer Arabische- en Andalusische muziek.
Maris runt Choux de Bruxelles, een artiestencollectief dat zich bezighoudt met de zakelijke kant van muziek maken, en zowel managementbureau als platenlabel is.
Maris staat naast zijn muziekcarrière ook gekend om zijn sociaal engagement. Hij leerde zijn vrouw Sarah Baur kennen tijdens een protestactie aan het Schumanplein, waar ze actie voerden tegen de vastgoedspeculatie in de Brusselse Europese wijk.

## Bands
- Jaune Toujours
- The Whodads
- Arabanda
- Ik en den Theo / Moi et le Théo
- Mec Yek
- Qotob Trio
- La Nouvelle Harmonie Bruxelloise d'Accordéons